# Linia kolejowa Čop – Čierna nad Tisou ŠRT

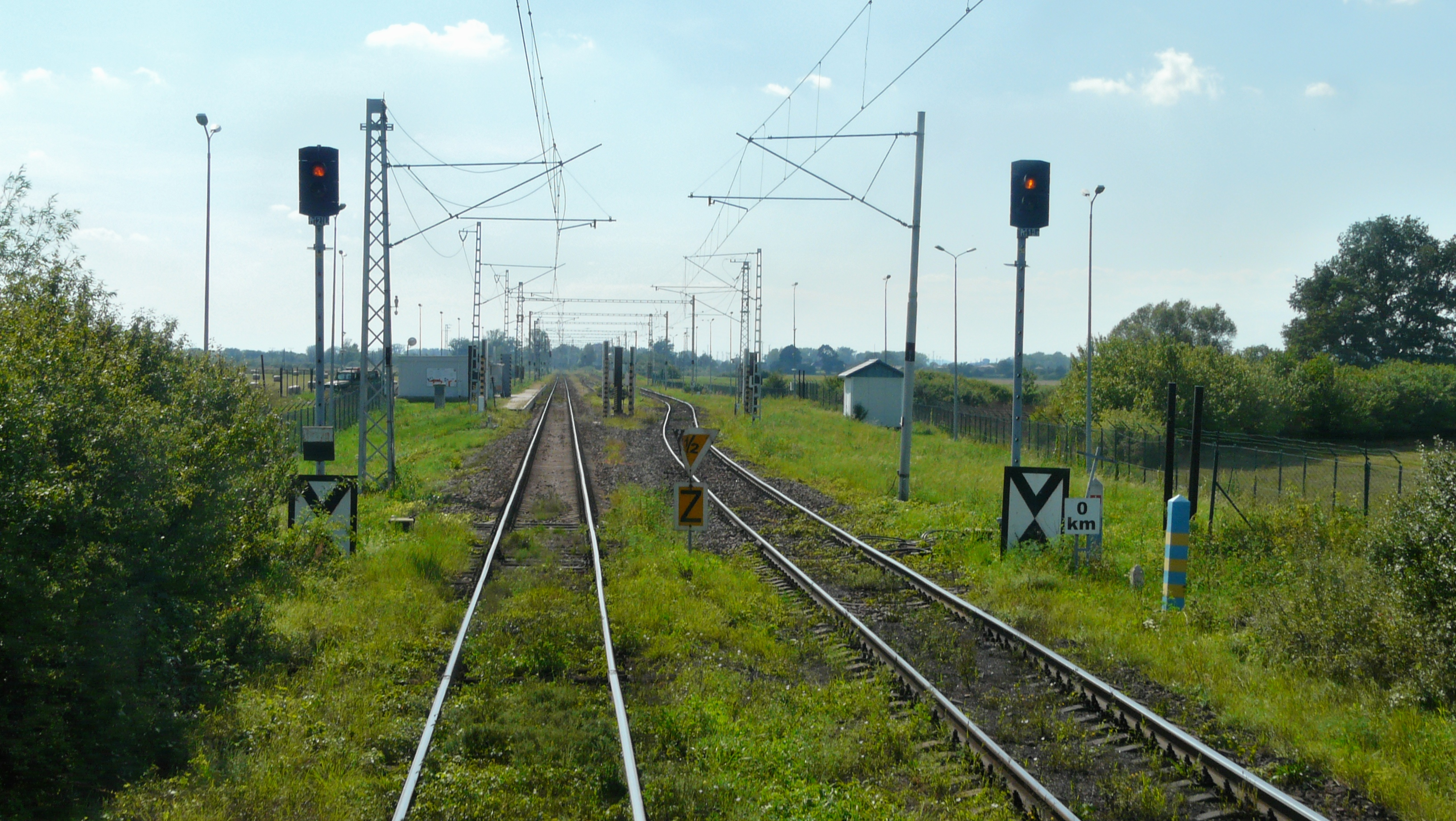
Kilometr 0,000. Granica państwowa z Ukrainą.

Linia kolejowa Čop – Čierna nad Tisou ŠRT – szerokotorowa, zelektryfikowana, jednotorowa linia kolejowa, przebiegająca od słowacko-ukraińskiego kolejowego przejścia granicznego Czop – Czerna nad Cisą do stacji towarowej Čierna nad Tisou ŠRT.

## Historia
Linia została oddana do eksploatacji 25 sierpnia 1872 r. jako normalnotorowa.
Po II wojnie światowej w 1946 r. na mocy porozumienia czechosłowacko-radzieckiego podpisanego w Moskwie linię przystosowano do obsługi pociągów poruszających się po torze o prześwicie 1524 mm. Było to związane z budową w Czernej nad Cisą dużej stacji przeładunkowej na styku dwóch szerokości torów.

## Opis
Linia jednotorowa, zelektryfikowana. Przebiega od ukraińskiej od słowacko-ukraińskiego kolejowego przejścia granicznego Čop – Čierna nad Tisou do słowackiej stacji Čierna nad Tisou ŠRT.
Na linii odbywa się wyłącznie ruch towarowy. Położona na linii stacja Čierna nad Tisou ŠRT jest suchym portem wykorzystywanym do przeładunku towarów pochodzących z krajów WNP. Od linii odchodzi bocznica szerokotorowa, na której końcu znajduje się terminal kontenerowy Dobrá TKD.